# 仙剑奇侠传 (游戏)
《仙劍奇俠傳》是由台灣大宇資訊開發出品的角色扮演冒险电子游戏。遊戲最早於1995年7月发布於MS-DOS平台上，之後被移植於Windows 95平台和SEGA土星遊戲機。2001年，基於《軒轅劍參》引擎的重製版《新仙劍奇俠傳》發行，該版本升級了畫面，並在保持主線劇情的情況下修改了部分劇本。
故事以中国神话為背景，以武俠、仙侠和神魔探险為題材，以宿命為主軸。遊戲獲得商業和評論的成功，各版本累計已售出百萬套。遊戲一經發售就獲得非常大的成功，並屢獲殊榮，令該遊戲成為中文電腦遊戲發展上的里程碑。在《軟體世界》雜誌的讀者投票中，更與第2名以千票之差票獲得首位。
在此成功基礎上，《仙剑奇侠传》在往後的日子陸續發展出一系列續作和周邊產品，甚至被拍成電視劇。坊間亦有發燒友自行製作同人遊戲，或是發表改編小說，並在網路上廣泛流傳。《仙剑奇侠传》與大宇公司的另一作品《軒轅劍》並稱「大宇雙劍」。

## 玩法

游戏战斗画面，屏幕左下角以图标形式显示主菜单

《仙剑奇侠传》是一款电子角色扮演游戏，玩家以第三人称视角控制屏幕中的角色，与游戏中的人物、对象和敌人互动。游戏地图如同《创世纪VII》等游戏，采用斜45度视角。游戏没有采用随机遇敌的方式，敌人会显示在地图上，玩家可以选择避开或与其接触进入战斗。当发生战斗后，屏幕会切换到专门的战斗画面。
战斗采用第三人称回合制战斗，和地图同样采用斜45度视角。玩家至多能同时控制三名角色，屏幕上会显示玩家角色于敌人对立站在屏幕两侧，玩家攻击、发动魔法等动作会以动画显示。底部显示图标式主菜单和角色状态。玩家可以选择攻击、合击、仙术（即魔法），投掷道具等方式攻击敌人，也可以用支援系道具或仙术回复己方生命力，或是选择逃离战斗。当角色遭受到攻击，体力就会下降，若体力降为0的将无法战斗；当全部玩家角色体力都降为0，战斗即为失败，除个别剧情战斗外，玩家会自动返回上次存档处重新游戏。若玩家胜利就会获得经验值、金钱，偶尔还能获得敌人掉落的道具，或是提升武力等能力值。当玩家经验值累计到一定程度就会提升等级（“修行”），升级时角色的能力值会增长，同时习得新仙术。金钱可以用来购买武器和道具。

## 故事
住在餘杭縣盛漁村的李逍遙從小父母雙亡，由嬸嬸經營客棧撫養長大。因嬸嬸積勞成疾，前往仙靈島求藥，乃結識趙靈兒。為保守秘密，姥姥強迫李逍遙與靈兒成親。在苗人利用設計下，姥姥身故，臨終將靈兒託付給李逍遙。李逍遙又因贈酒酒劍仙而獲授劍法。嬸嬸終於同意讓逍遙與不曉世事的靈兒一同闖蕩江湖，尋找靈兒母親。二人於是收拾行李出發，搭船到蘇州，在城外遇到嬌蠻千金林月如並起了衝突，林月如突然出劍，砍了李逍遙胸口一刀，隨即被趙靈兒施法救回。進入蘇州城後，李逍遙又誤入林家的比武招親大會並勝出，反而變成與林月如訂下婚約，趙靈兒悶悶不樂。當晚趙靈兒房內傳出巨大聲響，李逍遙和林月如趕到時發現一蛇妖破牆而出，不知去向。二人認為靈兒遇到危險，為了救回靈兒，二人結伴穿過隱龍窟卻不見其人，一路追尋至白河村，才找到懷有身孕的靈兒，並進入玉佛寺和黑水鎮為村民解決殭屍問題。後來進入山中之後，靈兒卻被捲入白苗族與黑苗族的鬥爭，被黑苗族石長老帶走。
李林二人繼續追尋靈兒到達揚州，經過女飛賊事件，又斬殺蛤蟆精。二人在山間野店遇上假扮店主的白苗族將軍蓋羅嬌，被施以迷藥，二人昏迷後屋外黑白兩苗為搶奪趙靈兒大打出手，蓋羅嬌和石長老相互爭鬥，石長老眼見不敵而自爆，造成黑白苗兩方屍橫遍野，獨孤劍聖此時路過，誤認為是靈兒所為而抓走她。李林二人甦醒後將受傷昏迷的蓋羅嬌救醒，得知靈兒是被蜀山派掌門人帶走後心感稍安，逍遙先隨月如到附近京城親戚的府第，期間月如之父林天南趕到，為測試李逍遙實力而出手攻擊，逍遙與之一戰平手，後與月如許下承諾。隨後再度遇上酒劍仙，解決了尚書府的妖怪事件。最後在酒劍仙的協助下，劉晉元與蝶精彩依的淒美愛情故事也得以落幕。
酒劍仙運起法術將李林二人帶到蜀山仙劍派，見到酒劍仙的師兄同時也是掌門人的獨孤劍聖，劍聖卻隱瞞趙靈兒之事。李逍遙隨後得知靈兒被劍聖關進已鎮壓無數妖怪的鎖妖塔之中，兩人起了嚴重爭執，固執的劍聖毫不退讓。雖然千百年間進入鎖妖塔的人或妖從來沒有再出來過，但李林二人還是毅然決定進入塔內，突破層層難關終於救回靈兒，同時忘憂散失效讓李逍遙想起對趙靈兒在仙靈島的承諾記憶，也得知靈兒身為女媧後裔，有另一種蛇身型態。隨後為了逃離鎖妖塔，眾人和塔內妖怪合作，破壞支撐鎖妖塔的七星磐龍柱，塔毀妖逃，月如卻為了救李趙二人不幸身亡。心軟的獨孤劍聖在塔崩塌之際趕到，救出三人（月如已身亡，只有帶回屍體），並將他們送到雲南大理聖姑家安置。月如的去世帶給逍遙沉重的打擊，也才知靈兒懷了自己骨肉。
依聖姑指示，逍遙尋藥為靈兒安胎，在森林裡擊敗鳳凰，並結識活潑可愛的白苗族長之女阿奴，二人合作進入麒麟洞擊倒火麒麟。之後，李逍遙在麒麟老人的指示下來到女媧神廟參拜，白苗巫后突然顯靈，李逍遙被送到十年前的大理城。於是逍遙介入整個苗族以及靈兒母親─巫后的往事，也看到巫后為了阻止拜月教主的陰謀而犧牲自己封印水魔獸，並且在過程中還多次幫助了小時候的靈兒。事件結束後回到現實世界，始終一直待在神像前苦苦守候的阿奴見之大喜過望。靈兒得到靈藥後順利產下一女，為紀念月如而取名為李憶如，聖姑再指示李逍遙和阿奴先去試煉洞收集傀儡蟲再回來。
這時苗族已長期飽受旱災之苦，民不聊生，黑白二苗之間彼此爭戰不休。痊癒後的靈兒來到女媧神廟，施法用五顆靈珠召喚來雨水，終於解除苗疆的旱災，族人全部歡喜慶祝。這時突然出現魔獸，三人擊倒後順著魔獸留下的地道來到南詔王宮，確認這一切又是拜月教主挑撥離間黑白苗兩族的計畫。眾人奮力擊敗拜月教主，此時拜月教主卻跳入水中解除封印與水魔獸合二為一，遇水不死（舊版只需擊倒拜月教主，新版則需再多擊倒一次拜月教主與水魔獸的合體）。為拯救蒼生，靈兒最終決定和巫后一樣，犧牲自己與拜月教主同歸於盡，完成女媧世代守護人民的宿命。靈兒過世後，傷心欲絕的李逍遙於是離開苗疆，一旁阿奴只能哀傷地奏笛送流水無情的逍遙逐漸遠去。大雪紛飛中，見到遠方林月如抱著李憶如在樹下等候……
新仙剑奇侠传採用分支結局制，除了原本結局，亦有以下增补剧情：

### 林月如结局
8年后，李逍遥繼任蜀山仙劍派掌门，某日，回到苏州林家堡探亲，李憶如卻被不知名的俠盜綁走，李逍遥隨後追到隐龙窟，才發現兩名俠盜是李憶如與丫鬟所假扮，李逍遙欲將李憶如追回且教訓，不料遇見8年前在揚州被李逍遙擊敗而入獄八年的女飛賊姬三娘。
後來才發現，因李逍遙忙於教導仙劍派弟子，半年沒回林家探親，誤以為李逍遙忘了林月如和李憶如，林月如一氣之下，假扮姬三娘，計畫惡整李逍遙，最終和解，並且要實現當年在長安尚書府時立下的承诺：一切安頓好後，兩人要看遍天下山水、吃遍天下珍味。李逍遙、林月如、李憶如一干人等，立誓三人永不分離。

### 趙靈兒结局
8年后，趙靈兒還活着，李大娘將客棧交給張四，與李逍遙、趙靈兒、李憶如移居仙靈島。
某日，李憶如和小草妖玩捉迷藏玩過頭，差點被李大娘大罵一場，李逍遙出門尋找李憶如，走到橋邊時看到灵儿回忆着往昔，不禁感慨万千，逍遥说只愿永远和灵儿厮守在一起。后来淘气的忆如回来，父女俩斗嘴，灵儿劝。回水月宮後李憶如從房間拿出自己畫的全家福畫給爹娘欣賞，畫裡還多畫出了不知道是阿奴還是巫后。

## 开发

### 设计
姚壮宪早在1991年开发《大富翁2》时，就开始构思《仙剑奇侠传》，并将构想交给谢崇辉编写剧本。然而《仙剑奇侠传》实际从1993年开始制作，耗时两年四个月。游戏最初定位是一款历史武侠题材，以安史之乱为背景。但是由于剧本做的太大，改动数次后，去掉了历史背景，转而以人性为主题。而游戏对情感的有力刻画也是角色扮演游戏中极为罕见的。姚壮宪表示，因为游戏技术较海外落后，所以在开发中特别强调故事性和角色性格。尽管最终决定抹去具体历史背景、将该游戏的历史舞台确定在唐宋之间的不具体的年份，但锁妖塔书中仙的台词并未完全清理乾净、导致玩家们对本作的历史年代出现难免的考据偏差。
《仙劍奇俠傳》英文名稱一直以來有多個說法。初代時以PAL暫作為仙劍奇俠傳的英文縮寫，其本意為paladin（遊俠），原來是源自林坤信写音乐给姚壮宪时候所使用的目录名PAL（「paladin」的缩写，意为遊俠、騎士）。之後曾出現過的英文名稱有The Legend of Sword and Fairy，THE CHINESE LOVE STORY等。目前大宇資訊最新的官方說法，仙劍奇俠傳遊戲的英文名稱已定名為：Chinese Paladin。
有“仙剑之父”之稱，仙劍的总策划兼编剧姚壮宪，在一次接受訪問時提到，在他制作仙剑时，他和企划谢崇辉为了结局而争论不已。姚壮宪提出灵儿与水魔兽同归于尽后肉身毁灭，元神附在月如的躯体上。这个构思遭到谢崇辉与美术林珈汶的反对。所以在結局，林月如抱著李憶如的畫面，其實亦有可能可以理解成靈兒的元神附在月如的躯体上復活，只是在遊戲裡並沒有特別說明。

### 原版与移植
原版《仙剑奇侠传》为DOS平台，于1995年7月7日在台湾发行，同月在中国大陆发行。游戏以汇编语言作為底層，用QuickBASIC編寫。發佈有磁碟版和光碟版，安裝空間28MB，光碟版附加了八首CD音軌。320x200分辨率，256色畫面。光碟版有作酒劍仙飛仙往蜀山等動畫及劇情。但由於磁片容量不足，因此有進行刪減。
1997年8月，Windows 95版在台湾发行，游戏除一些微调外和原版基本相同。游戏增加片頭片尾及若干場景動畫，并新增了四首CD配樂（夢中大俠、拜月欺天、君莫悲、再續未了緣）。同时游戏增加了菜单物品说明功能。而在难度方面游戏有所降级，包括降低仙术习得等级与敌方生命值，同时简化了部分迷宫。游戏1997年10月以“98柔情篇”名义在中国大陆发售。
大宇資訊在1999年相繼於2月10日與3月4日在台日兩地各別推出中文＆日文兩種語言的世嘉土星版本遊戲。2013年2月2日發售iOS平台的《仙劍奇俠傳DOS懷舊版》。

### 新仙剑奇侠传

新仙剑的战斗场景

大宇在2001年上半年宣布，将于当年夏季发行《新仙剑奇侠传》、《仙剑Online》和《仙剑客栈》，当时有猜测《新仙剑奇侠传》为《仙剑奇侠传2》，但大宇并未正面回应。最终《新仙剑奇侠传》于2001年7月21日在台湾与中国大陆发行。《新仙剑奇侠传》利用軒轅劍三的引擎重新製作的復刻版，由新狂徒製作群重新製作，增加了更為清晰的動畫，畫質也有很大提高。同時增加了兩個隱藏結局。台灣的發售版本有「深情靈兒版」和「摯愛月如版」兩款，而中國大陸的發售版本分為「月如版」和「靈兒版」。2002年1月，台湾发行了带有赠品的限量“永恆回憶錄”版。
2005年1月24日在台湾发行的《新仙劍奇俠傳 電視劇紀念XP版》基于《新仙劍奇俠傳》，其對遊戲程式進行些許修改以適應Windows XP SP2作業系統。由於原製作小組「狂徒創作群」已經解散，原團員已分散至大宇資訊各個分公司與部門，故將原遊戲中「狂徒創作群」字樣全數刪除，包括片頭動畫、片尾製作群、說明書製作群之原創劇本皆已不見「狂徒創作群」這五字或者塗改為「大宇資訊股份有限公司」這十個字。遊戲主選單背景音樂原為知名歌手許茹芸所演唱之「有你的天堂」，此歌曲作為新仙劍奇俠傳的主題歌曲，由於版權使用期限已屆，已換回與舊仙劍奇俠傳初代遊戲主選單相同的曲目。该版本于2007年4月23日在台湾发行。
《新仙剑奇侠传》计划登陆于Steam，2014年11月18日在Steam Greenlight上启动投票，至11月21日已獲得足夠的支持票數，並最終於2017年9月19日在Steam發佈，10月5日解鎖。2015年6月18日發售iOS平台的新仙劍奇俠傳。該移植版用到了 SDL 引擎，且同步移植至 Steam 平台，主選單主題歌曲更換為由曾志豪自行編曲作曲製作、陳依婷演唱的《少年情》。

## 改编作品
2004年上海唐人电影公司投资拍摄了34集的同名电视连续剧《仙剑奇侠传》。电视剧版情节较原作游戏有较多改编，但主轴故事未变。
2000年臺灣青文出版社出版了由漫畫家易水翔麟編繪的同名漫畫《仙劍奇俠傳》，當時新仙劍奇俠傳並未推出，因此劇情以1995年版本的遊戲情節為主，漫畫連載至2002年結束，共9冊。
2001年8月臺灣的第三波資訊公司出版了由楚國執筆的小说《仙劍奇俠傳》（ISBN 978-7-5075-1341-7），共5冊。內容雖為改編《仙劍奇俠傳》版本，不過劇情主軸完全跟新版一樣。2002年5月该书在中國大陸由华文出版社出版，書名為《新仙劍奇俠傳》。

## 評價
| 媒体   | 得分   |
| ------ | ------ |
| Fami通 | 21/40  |
|        | 80/100 |
| 电脑   | 86/100 |

游戏在台湾推出时，在《軟體世界》杂志的读者投票中，以与第二名千票之差票获得首位。在《大众软件》由玩家投票决定的游戏排行榜上连续6年占据前三。《仙剑奇侠传》在1997和1998年连续两年，入选连邦软件的十佳中国大陆PC软件榜，且是榜单中唯一的电子游戏软件。另外游戏亦获得了多個其他奖项，包括：1996年获得第三届臺湾多媒体 KING TITLE 金袋奖；1998年在CEM STAR 计算机育乐多媒体展入选最佳国内角色扮演类；2002年被GAME STAR 游戏之星授予国内自制角色扮演类奖。游戏获得《电脑报》“十个最值得珍藏的PC游戏”的首位，李逍遥和林月如分获“最受欢迎的十大电脑游戏角色”之最佳男、女主角。各版本的《仙剑》已经发售超过100万套。
游戏的情节、画面、音乐、获得称赞。《计算机时代》为游戏打出80/100分，称赞游戏的画风、音乐、感人的故事情节，多样的物品和敌人，以及复杂的迷宫。杂志还游戏是同类游戏学习的目标。《电脑》杂志的临风强调了游戏老练的情感运用，称大宇将《轩辕剑》中的悲哀元素升华为游戏主题。然而杂志批评游戏李逍遥和几名少女間情感模糊不清，同时走了单线剧情、走迷宫与练级的老路。《软件世界》的乐水也提到了游戏单线、单结局的不足。游戏迷宫的复杂性也存在争议。
故事方面，游戏情节在二人的离别与相聚之间展开。这也是这个游戏最吸引玩家的地方之一。悲剧性的结局令许多玩家如醉如痴，甚至一度出现有第二种喜剧结局的传闻，迫使制作组出来辟谣。因为玩家对美好结局的强烈期望，2001年推出的《新仙剑奇侠传》特别制作了隐藏结局。正是极富文学性的悲剧性结局也让《仙剑奇侠传》在游戏史上占据了重要地位。根据游戏设计师姚壮宪的说法，悲剧的结局是因为游戏制作过程中的一次失败的情感经历造成的。
系统方面，《仙剑奇侠传》是中文武侠角色扮演游戏中首次采用斜45度2D画面的游戏，这一尝试获得媒体称赞。画面具有浓重的中国画风格，构图精美，在当时同类游戏中极其出色。另外，全动态回合战斗是仙剑的一大特点。游戏中亦有其他輔助系统，类似于偷窃、投掷、合击、收妖炼丹、变身及武器属性等令游戏更富變化。此外，游戏的音乐与音效亦屬出類拔萃。最後，游戏中的迷宫设计在中文游戏中属于當時最繁杂的一种。美中不足的是，最初的DOS版游戏中法术、道具等缺乏说明。
日本游戏杂志《Fami通》给予SEGA Saturn版本的《仙剑》21分的评价。在中国大陆《电子游戏软件》杂志的“中国电玩榜”中，游戏从1999年3月统计月起登上榜单世嘉土星组第9位，直到1999年11月统计月撤除世嘉土星榜单。

## 影响
虽然《仙剑》不是第一款中文武侠RPG，但是它使中文武侠角色扮演游戏成为了一个真正的游戏流派。因此，在它的影响下，一些开发商以各种名目模仿《仙剑》，出现了一批形形色色带有仙剑风格的游戏。其中最成功的模仿者是中国大陆首款RPG《剑侠情缘》，甚至连操作方式也如出一辙。其他还有模仿战斗系统和迷宫设计的《新绝代双骄》；过于忠实模仿《仙剑》的《绝音魔琴》和《神剑游侠传》；模仿《仙剑》感情戏的《仙狐奇缘》。然而游戏模仿作品又很难超越原作，甚至产生了“仙剑奇侠传屏障”现象。

## 逸闻
在批踢踢一个分享游戏经历的讨论中，有一位玩家介绍了自己在初始关卡（“十里坡”）中由于没有找到剧情推进的触发点，只能在场景中不断刷怪，半年的游戏时间内升级至71级才发现触发点，而被人们戏称为“十里坡剑神”（“剑神”为游戏主角最高级技能的名称）。有其他人质疑这个经历的可行性，知乎的一位用户亲自试验，证实了其可行性，开发商大宇資訊为此赠送了一个署名奖杯。仙剑奇侠传五前传中也包含了一个同名的成就作为纪念，获得方式同样也是在初始关卡刷怪而获得。